# Chengzhong (Liuzhou)
Chengzhong (chinesisch 城中区, Pinyin Chéngzhōng Qū – „Stadtmitte“; Zhuang Cwngzcungh Gih) ist ein chinesischer Stadtbezirk in der bezirksfreien Stadt Liuzhou im Autonomen Gebiet Guangxi der Zhuang-Nationalität. Er hat eine Fläche von 77,63 km² und zählt 176.900 Einwohner (Stand: Ende 2018). Er ist Stadtzentrum und Sitz der Stadtregierung.

## Administrative Gliederung
Auf Gemeindeebene setzt sich der Stadtbezirk aus sieben Straßenvierteln zusammen. 